# Tic et Tac au Far-West
Pour plus de détails, voir Fiche technique et Distribution.
Tic et Tac au Far-West (The Lone Chipmunks) est un dessin animé de la série Tic et Tac produit par Walt Disney pour RKO Radio Pictures, sorti le 7 avril 1954.

## Synopsis
Dans le fat West, le bandit de grand chemin Pat Hibulaire a dérobé une banque et décide de cacher le magot dans un arbre creux. Mais c'est la demeure de Tic et Tac…

## Fiche technique
- Titre original : The Lone Chipmunks
- Autres titres[2] :
  -  Finlande : Yksinäiset oravat
  -  France : Tic et Tac au Far-West
  -  Suède : Piff och Puff i vilda västern, Piff och Puff och boven
- Série : Tic et Tac
- Réalisateur : Jack Kinney
- Scénario : Dick Kinney, Milt Schaffer
- Voix : Dessie Flynn (Dale), James MacDonald (Chip), Billy Bletcher (Pat)
- Animateur : Edwin Aardal, Dan McManus, George Nicholas
- Décors : Dick Anthony
- Layout : Thor Putnam
- Producteur : Walt Disney
- Société de production : Walt Disney Productions
- Distributeur : RKO Radio Pictures
- Date de sortie : 7 avril 1954[1]
- Format d'image : couleur (Technicolor)
- Son : mono (RCA Sound System)
- Musique : Joseph Dubin
- Durée : 7 minutes
- Langue : (en)
- Pays :  États-Unis

## Voix françaises
- Béatrice Belthoise : Tic
- Philippe Videcoq : Tac
- Michel Vocoret : Pat Hilbulaire